# Immaterial and Missing Power
Touhou Suimusou ~ Immaterial and Missing Power. (яп. 東方萃夢想 ～ Immaterial and Missing Power., То̄хо̄ Суймусо̄, досл. «Східна фантазія, що збирається») — гра 2004 року файтинґ розроблений Twilight Frontier і Team Shanghai Alice. Перший спін-оф в серії Touhou, відбувається між Perfect Cherry Blossom і Imperishable Night, хоча гра вийшла після Imperishable Night. Після успіху Immaterial and Missing Power, було випущено Scarlet Weather Rhapsody в 2008.

## Ігролад

Юкарі (ліворуч) використовує чарокартку на Рейму (праворуч).

«Immaterial and Missing Power» — це двовимірний файтинґ, в якім гравці можуть вибрати одного з 11 персонажів Touhou, щоб битися з ШІ або інших гравців. Так як Touhou походить з bullet hell'у, особливі навички в «Immaterial and Missing Power» мають велику кількість снарядів. Щоб протидіяти великій кількості ворожих снарядів, «Immaterial and Missing Power » дозволяє гравцеві «ґрейзити» ворожі снаряди, термін походить з інших Touhou ігор. У той час як в bullet hell'ах «ґрейз» означає зіткнення ворожих снарядів зі спрайтом гравця, але не з хітбоксом (який в кілька разів менший), в «Immaterial and Missing Power» гравець може використовувати енергію, щоб повністю проходити ворожі снаряди, хоча не всі снаряди можна ґрейзити. 
Чарокартки, які є головний аспектом Touhou з часів Embodiment of Scarlet Devil, з'являються в Immaterial and Missing Power як особливі навички, які необхідно оголошувати перед використанням. Кожен персонаж може вибрати 1 з 3 звичайних чарокарток та 1 з 3 чарокарток з овердрайвом перед боєм. Картка з овердрайвом замінює звичайну, коли гравець програв раз. Також, коли оголошується чарокартка, HP гравця трохи поповнюється.
В «Immaterial and Missing Power» є сюжет, аркада, у якій гравець має битися з усіма персонажами, маючи одне життя, онлайн та практика.
У режимі історії є Спел-картки, доступні лише ворогам. Чарокартку можна «підібрати», коли гравець перемагає ворога за обмежений проміжок часу, поки діє Чарокартка. Після збору ворожих Спел-карток їх можна переглянути в ігровій галереї. 

## Сюжет
Літом в Ґенсокьо стався інцидент Нічний парад десяти тисяч демонів кожні чотири дні (三日置きの百鬼夜行). Під час інциденту сакури відцвіли, але ханамі продовжилися, вони відбувались день за днем. Крім того, коли проводилися бенкети, в Ґенсокьо посилювалася невідома аура, але сама вона не мала жодного ефекту, що викликало підозри у тих, хто розслідувати це. Тому, кожен, хто йшов на бенкет, будь то людина чи йокай, виглядали дуже підозрілим. За три дні до наступного свята персонажі гравця вирушають, кожен сам по собі, і намагаються розслідувати. 

## Персонажі
Одинадцять персонажів доступні в Immaterial та Missing Power, включаючи Суйку Ібукі, яка з'явилася в цій грі. Ремілію, Ююко, Юкарі та Суйку потрібно розблокувати, перемігши їх в сюжетному режимі, а Мейлін розблоковується, завантаживши патч та пройшовши сюжетний режим, хоча її в ньому немає.
- Рейму Хакурей (博麗 霊夢): міко храму Хакурей, постійно головна героїня «Touhou Project» . Її непокоять постійні бенкети у храмі, які вона має влаштовувати, і вона нападає на будь-кого, кого вважає винним. Як і в Bullet Hell'ах, вона має самонавідні снаряди. [4]
- Маріса Кірісаме (霧雨 魔理沙): звичайна чарівниця та головна героїня у кожній грі Touhou, починаючи з Phantasmagoria of Dim. Dream. Вона виконує обов'язки заступниці на бенкетах, хоча й не впевнена в їхній причині. [5]
- Сакуя Ідзайой (十六夜 咲夜): Покоївка особняка Червоної Дияволиці з «Embodiment of Scarlet Devil» . Відчуваючи таємничу ці на бенкетах, вона вирушає розслідувати. Її головна здібність – кидання великої кількості ножів. [6]
- Аліса Марґатроїд (アリス・マーガトロイド): чарівниця-йокай, яка живе в Лісі Чарів разом з Марісою. Аліса намагається вигнати ауру, вважаючи її привидом. Вона атакує ляльками, яких сама створює. [7]
- Пачулі Нолідж (パチュリー・ノーレッジ): Відьма з Особняка Червоної Дияволиці, яка зазвичай не виходить зі своєї бібліотеки. Однак, цього разу вона взялась за дослідження туману, що огортає Ґенсокьо. Пачулі має  астму та погану мобільність, але компенсує це чарами, що охоплюють велику територію. [8]
- Йому Компаку (魂魄 妖夢): Напівлюдина-напівпривид, садівниця та служниця Ююко. Йому починає бійки з іншими, вважаючи їх винуватцями. Її атаки зосереджені навколо використання двох мечів. [9]
- Ремілія Скарлет (レミリア・スカーレット): вампірка та панна особняка Червоної Дияволиці, яку вважають однією з головних підозрюваних у створеннітуману, оскільки вона вже зробила це раніше у «Embodiment of Scarlet Devil» . Завдяки своїй дитячій статурі здатна швидко рухатися та випускати данмаку, що охоплюють широку площу. [10]
- Ююко Сайґьоджі (西行寺 幽々子): Принцеса-привид потойбіччя. Вважається підозрюваною, оскільки вона організувала інцидент у «Perfect Cherry Blossom» . Через свою лінь Ююко не мобільна, але її Чарокартки мають великий радіус [11]
- Юкарі Якумо (八雲 紫): мандрівний йокай, яка контролює Хакурейський бар'єр.
- Суйка Ібукі (伊吹 萃香): Представлена в «Immaterial and Missing Power», оні, яка любить пити, бенкети та змагання, як і решта її виду. Незважаючи на свій невеликий зріст, вона має сильну, швидку та містичну силу; їй також багато століть. Використовуючи свою здібність контролювати щільність, вона може збирати людей на бенкету, або розсіюватися, перетворюючись на туман. У «Immaterial and Missing Power» вона змушувала мешканців Генсокьо влаштовувати постійні бенкети, маючи намір виманити інших оні.
- Хон Мейлін (紅 美鈴): китайський йокай та майстер бойових мистецтв, яка була включена в пізніший патч гри. Немає власного сюжету.

## Розробка
Унабара Ірука (海原海豚) з Twilight Frontier хотів створити файтинґ з боями в повітрі, подібний до Cyberbots: Full Metal Madness (1995) та Astra Superstars (1998), але вважав, що створення цілого набору персонажів та сеттингу лише для гри було б непосильним. Унабара вважав, що така гра не буде недоречною в Touhou, тому він звернувся до ZUN'а, засновника серії, для співпраці над файтинґом. 
На відміну від інших ігор Touhou, які були повністю розроблені ZUN'ом, діалоги, спрайти персонажів та кінець в Immaterial та Missing Power намальовані alphes, художником з Twilight Frontier. ZUN відповідав за дизайн, сюжет, сценографію, системну графіку, назви карток та частину музики, тоді як Twilight Frontier розробили решту. 
2 квітня 2004 року Twilight Frontier оголосила про створення Immaterial та Missing Power разом з Team Shanghai Alice. 21 грудня було випущено демо-версію, в якій були перші три рівня сюжету Рейму, а також Рейму, Маріса, Аліса та Йому, доступні в Поєдинку.  Готова гра була випущена на 67-му Комікеті 30 грудня 2004 року. 
Саундтрек до гри був зібраний в альбом Gensōkyoku Bassui (幻想曲抜萃), який був випущений 14 серпня 2005 року. Значна частина саундтреку складалася з реміксів старих тем з Touhou.

## Критика
На GameSpot гра має середню оцінку 8,6/10. 